# Sarsocletodes
Sarsocletodes är ett släkte av kräftdjur som beskrevs av Wilson 1924. Enligt Catalogue of Life ingår Sarsocletodes i familjen Laophontidae, men enligt Dyntaxa är tillhörigheten istället familjen Adenopleurellidae.
Kladogram enligt Catalogue of Life och Dyntaxa:
| Sarsocletodes | \| \| Sarsocletodes secundus \| \| \| \| \| \| Sarsocletodes typicus \| \| \| \| |
|               | \| \| Sarsocletodes secundus \| \| \| \| \| \| Sarsocletodes typicus \| \| \| \| |
|               | Sarsocletodes secundus                                                           |
|               |                                                                                  |
|               | Sarsocletodes typicus                                                            |
|               |                                                                                  |